# Руны (посёлок)
Руны — поселок в Красносельском районе Костромской области. Входит в состав Боровиковского сельского поселения.

## География
Находится в юго-западной части Костромской области на расстоянии приблизительно 9 км на северо-запад по прямой от районного центра поселка Красное-на-Волге в лесном массиве.

## История
Поселок был основан в 1950-е годы для работников торфоразработок. После закрытия этого производства в советское время был организованы небольшие филиалы Ярославского радиозавода и Костромской обувной фабрики, не пережившие 1990-х годов.

## Население
Постоянное население составляло 44 человека в 2002 году (русские 93 %), 34 в 2022.